# Metanephrops neptunus
Metanephrops neptunus är en kräftdjursart som först beskrevs av Bruce 1965.  Metanephrops neptunus ingår i släktet Metanephrops och familjen humrar. IUCN kategoriserar arten globalt som livskraftig. Inga underarter finns listade i Catalogue of Life.